# Момиче за милиони
Момиче за милиони (на английски: Million Dollar Baby) е американски игрален филм от 2004 година, носител на четири награди Оскар - за най-добър филм, за най-добра актриса (Хилари Суонк), за най-добър актьор в поддържаща роля (Морган Фрийман) и за най-добър режисьор (Клинт Истуд). Филмът печели и два златни глобуса.

## Сюжет
Внимание:  Текстът по-долу разкрива сюжета на произведението (или части от него)!
Филмът започва с представянето на Маги Фицджералд (Хилари Суонк), която е сервитьорка и всекидневно тренира с желанието да стане добър боксьор. Тя се среща с шефа на боксовата зала, в която тренира – Франк Дън (Клинт Истуд) и го моли да започне да я тренира. Въпреки отказа му, Маги продължава да тренира до късно вечер в неговата зала. Същевременно бившият боксьор Еди (Морган Фрийман), който живее в залата започва да я насърчава и ѝ предоставя специална боксова круша. След като Франк бива напуснат от последния трениран от него боксьор той се съгласява да започне да тренира Маги, но я педупредждава, че шансовете ѝ да стане голям боксьор са малки, заради напредналата ѝ възраст – 32 години.
След усилени тренировки Маги се добира до първия си мач и го печели. Следват поредици от срещи, повечето от които тя печели с нокаут още в първия рунд. Същевременно става на 33 години и заедно с Франк стават добри приятели. Франк успява да ѝ уреди мач за световната титла, който се провежда в Лас Вегас. Маги губи първия си рунд, но убедително надделява във втория като изпраща съперничката си в нокаут. Когато се обръща към публиката за да изрази радостта си повалената боксьорка и нанася силен непозволен удар, от който Маги губи съзнание и пада върху оставеното столче в единия от ъглите на ринга. Пада точно на врата си и го чупи.
В следващите кадри Маги е парализирана в болнично легло със специална тръба в гърлото ѝ, която и позволява да диша. След като собственото ѝ семейство открито показва, че не я е грижа за нея, тя моли треньорът си Франк да я убие и да не я остави да страда докато не може да чуе как хората я викат. Първоначално Франк и отказва. Същата вече тя си отхапва езика, но лекарите успяват да я спасят. На следващата вечер Франк ѝ прилага евтаназия и напуска боксовата зала завинаги, като в нея остава само Еди, който е разказвачът на историята.

## Актьорски състав
| Актьор           | Роля                                                                        |
| ---------------- | --------------------------------------------------------------------------- |
| Клинт Истууд     | Франк Дън – възрастен треньор по бокс                                       |
| Хилари Суонк     | Маги Фицджералд – амбициозна боксьорка, която е тренирана от Дън            |
| Морган Фрийман   | Еди Дюпри – помощник на Дън и бивш боксьор                                  |
| Джей Барушел     | „Опасността“ Дилард – полулуд млад човек, който мечтае да стане боксьор     |
| Майк Колтър      | Уили Литъл – боксьор, когото Дън тренира години наред, но който напусна Дън |
| Лучия Рийкер     | Били „Синята мечка“ Остерман – бивша проститутка и жестока боксьорка        |
| Брайън Ф. О'Бърн | Хорвак – свещеник на църквата, която Дън посещава                           |
| Антъни Маки      | Шоръл Бери – наглият боксьор, който брутално биеше Дилард                   |
| Марго Мартиндейл | Ърлийн Фицджералд – майката на Маги                                         |
| Рики Линдхоум    | Мардел Фицджералд – сестрата на Маги                                        |
| Маркъс Чаит      | Джон Фицджералд – братът на Маги, който се върна от затвора                 |
| Майкъл Пеня      | Омар – боксьорът и най-добрият приятел на Шоръл                             |
| Брус Маквити     | Мики Мак                                                                    |
| Нед Айзенберг    | Сали Мендоса                                                                |
| Том МакКлейстър  | адвокат Джонсън                                                             |

## Дублаж

### Диема Вижън
| Преводач            | Бисер Пачев                                                                              |
| Режисьор на дублажа | Димитър Кръстев                                                                          |
| Тонрежисьор         | Димитър Кукушев                                                                          |
| Озвучаващи артисти  | Христина Ибришимова Даниела Сладунова Николай Николов Георги Георгиев-Гого Силви Стоицов |